# Drepanosticta lestoides
Drepanosticta lestoides är en trollsländeart som först beskrevs av Brauer 1868.  Drepanosticta lestoides ingår i släktet Drepanosticta och familjen Platystictidae. Inga underarter finns listade i Catalogue of Life.